# مونبنسييه
مونبنسييه (بالفرنسية: Montpensier)‏، هي بلدية فرنسية في إقليم بوي دي دوم (Puy-de-Dôme) في منطقة أوفرن في وسط فرنسا.